# Liu Gang
Liu Gang född 30 januari 1961 i Liaoyuan, Jilin, är en kinesisk-amerikansk matematiker, fysiker och datavetare som arbetat med linjärprogrammering och optimeringslära. Han var en av de mest namnkunniga ledarna för protesterna på Himmelska fridens torg 1989.
Liu började studera vid Pekings universitet 1984 och skrev in sig på fysikinstitutionen. År 1996 flyttade Liu till USA, där han började studera datavetenskap vid Columbia University och finansvetenskap vid New York University. Till skillnad från flera andra av de mer framträdande personerna från torget kom han i USA att inrikta sig på studier istället för politisk aktivism.